# Norbert Huber
Norbert Huber (Brunico, 3 de septiembre de 1964) es un deportista italiano que compitió en luge en las modalidades individual y doble. Sus hermanos Arnold y Wilfried también compitieron en luge, y Günther en bobsleigh.
Participó en cuatro Juegos Olímpicos de Invierno, entre los años 1984 y 1998, obteniendo dos medallas, plata en Lillehammer 1994 y bronce en Albertville 1992, ambas en la prueba doble (junto con Hansjörg Raffl).
Ganó doce medallas en el Campeonato Mundial de Luge entre los años 1983 y 1999, y catorce medallas en el Campeonato Europeo de Luge entre los años 1984 y 1998.

## Palmarés internacional
| Juegos Olímpicos   | Juegos Olímpicos             | Juegos Olímpicos  | Juegos Olímpicos |
| Año                | Lugar                        | Medalla           | Prueba           |
| ------------------ | ---------------------------- | ----------------- | ---------------- |
| 1992               | Albertville (Francia)        | Medalla de bronce | Doble            |
| 1994               | Lillehammer (Noruega)        | Medalla de plata  | Doble            |
| Campeonato Mundial |                              |                   |                  |
| Año                | Lugar                        | Medalla           | Prueba           |
| 1983               | Lake Placid (Estados Unidos) | Medalla de plata  | Doble            |
| 1989               | Winterberg (RFA)             | Medalla de oro    | Equipo           |
| 1989               | Winterberg (RFA)             | Medalla de plata  | Doble            |
| 1990               | Calgary (Canadá)             | Medalla de oro    | Doble            |
| 1990               | Calgary (Canadá)             | Medalla de plata  | Equipo           |
| 1991               | Winterberg (Alemania)        | Medalla de bronce | Doble            |
| 1991               | Winterberg (Alemania)        | Medalla de bronce | Equipo           |
| 1993               | Calgary (Canadá)             | Medalla de plata  | Doble            |
| 1993               | Calgary (Canadá)             | Medalla de bronce | Equipo           |
| 1995               | Lillehammer (Noruega)        | Medalla de plata  | Equipo           |
| 1996               | Altenberg (Alemania)         | Medalla de bronce | Equipo           |
| 1999               | Königssee (Alemania)         | Medalla de bronce | Individual       |
| Campeonato Europeo |                              |                   |                  |
| Año                | Lugar                        | Medalla           | Prueba           |
| 1984               | Valdaora (Italia)            | Medalla de plata  | Individual       |
| 1984               | Valdaora (Italia)            | Medalla de bronce | Doble            |
| 1986               | Hammarstrand (Suecia)        | Medalla de bronce | Doble            |
| 1988               | Königssee (RFA)              | Medalla de plata  | Doble            |
| 1988               | Königssee (RFA)              | Medalla de bronce | Equipo           |
| 1990               | Igls (Austria)               | Medalla de plata  | Doble            |
| 1990               | Igls (Austria)               | Medalla de bronce | Equipo           |
| 1992               | Winterberg (Alemania)        | Medalla de oro    | Doble            |
| 1992               | Winterberg (Alemania)        | Medalla de plata  | Individual       |
| 1992               | Winterberg (Alemania)        | Medalla de bronce | Equipo           |
| 1994               | Königssee (Alemania)         | Medalla de oro    | Doble            |
| 1994               | Königssee (Alemania)         | Medalla de oro    | Equipo           |
| 1998               | Oberhof (Alemania)           | Medalla de bronce | Individual       |
| 1998               | Oberhof (Alemania)           | Medalla de plata  | Equipo           |